# Osmerus
Osmerus is een geslacht van straalvinnige vissen uit de familie van de spieringen (Osmeridae).

## Soorten
- Osmerus dentex Steindachner & Kner, 1870
- Osmerus eperlanus (Linnaeus, 1758) – Spiering
- Osmerus mordax (Mitchill, 1814)
- Osmerus spectrum Cope, 1870